# アンドレ・ウェニャン
アンドレ・ウェニャン（André Waignein、1942年1月28日 - 2015年11月22日）はベルギーの作曲家、指揮者。

## 経歴
1942年、エノー州ムスクロンに生まれた。ブリュッセル王立音楽院とモンスの王立音楽院で音楽理論、移調、音楽史、和声法、対位法、作曲、トランペット、ピアノ、室内楽を学んだ。その一方で、リールのフランス放送協会でジャズバンドのメンバーとして演奏し、数多くの編曲を手がけた。
その後、ムスクロン、モンス、トゥルネー、ブリュッセルの音楽アカデミーや王立音楽院の教師を務め、2007年に引退した。

## 作品
吹奏楽を中心に音楽教育、室内楽、声楽などさまざまな分野に1000曲を超える作品がある。「ロプ・アレス」（Rob Ares）、「フレーデ・ヒネス」（Frede Gines）、「ローラント・ケルネン」（Roland Kernen）、さらに妻の名前による「リタ・デフォールト」（Rita Defoort）といった筆名でも多くの作品を発表している。

### 吹奏楽曲
- シンフォニックバンドのためのデュナミス (Dunamis for Symphonic Band)
- 子どもの組曲 (A Children's Suite)
- アルトサクソフォーンとオーケストラのための2つの楽章 (Deux Mouvements for Alto Saxophone and Orchestra)
- ピアノとオーケストラのための3つの楽章 (Three Movements for Piano and Orchestra)
- シンフォニックバンドのためのダイアグラム (Diagram for Symphonic Band)
- ジプシーの記憶 (Reminiscencia Gitana)
- ブルージュ (Brugge)

### 室内楽曲
- 10本の金管楽器のためのブラス・スペクタキュラー (Brass Spectacular pour 10 Cuivres)
- 10本のクラリネットのためのクラリネットスティナート (Clarinetostinato pour 10 Clarinettes)

### 声楽曲
- ミサ・トルナクム（トゥルネー・ミサ） (Missa Tornacum)